# Marie Noe
Marie Noe (nascida em 1928) é uma mulher americana que foi condenada em Junho de 1999 pelo assassinato de oito de seus filhos. Entre 1949 e 1968, oito das dez crianças de Noe morreram de causas misteriosas que foram, então, atribuídas a Síndrome de morte súbita infantil.  Todos os oito filhos eram saudáveis ao nascer e estavam se desenvolvendo normalmente. As outras duas crianças morreram de causas naturais. Noe declarou-se culpada em junho de 1999 a oito acusações de assassinatos de segundo grau, e foi condenada a 20 anos de liberdade condicional e estudo psiquiátrico.